# 策旺·纳姆加尔
策旺·纳姆加尔（英語：Tsewang Namgyal，1961年4月27日—），印度外交官，曾任印度駐古巴兼驻海地、多米尼加共和国大使，印度駐波蘭兼驻立陶宛大使等職務。

## 經歷
策旺·纳姆加尔生于1961年4月27日。纳姆加尔毕业于德里大学，并获得德里經濟學院的经济学硕士学位。
1992年進入印度外事服務部，选择阿拉伯语作为学习外语。1992年10月至1994年9月期间，在印度外交部总部接受正式培训。
他曾在印度外交部总部以及多个印度驻外使馆工作。包括：印度驻埃及大使馆三等秘书（1994年9月至1996年7月）；印度驻突尼斯大使馆二等秘书、一等秘书（1996年10月至2000年7月）；印度驻比利时大使馆一等秘书（2000年7月至2003年6月）；以及印度驻菲律宾大使馆参赞（2005年10月至2008年10月）。在外交部总部，他曾担任巴基斯坦、伊朗和阿富汗司的阿富汗与伊朗事务副司长（2003年7月至2005年10月）。他还曾担任印度驻新加坡高级专员署副高级专员（2008年10月至2013年6月）和印度驻加拿大高级专员署副高级专员（2013年7月至2015年11月）。
2015年8月28日，被任命爲印度駐古巴大使。2015年11月至2018年3月，担任印度駐古巴大使，兼驻海地、多米尼加共和国。2018年1月24日，纳姆加尔被任命爲下一任印度駐波蘭大使。6月4日，被任命兼駐立陶宛。2018年4月至2021年4月，擔任印度駐波蘭兼驻立陶宛大使。

## 個人生活
已婚，育有二子。